# Isiadade
Isiadade, Isi-Adade (também variadamente grafado Isiadad, Isi-Adad, Ishiadad, Ishi-Adad, Ishikh-Adad e Ishikhadad), Isiadu ou Isi-Adu (também escrito como Isi-Addu, Isiaddu, Ishi-Addu, Ishiaddu, Ishikh-Addu e Ishikhaddu), cujo nome significa "Adade/Adu é a minha ajuda", foi o primeiro rei atestado do Reino de Catna, na Síria.
Ele governou por mais de duas décadas sobre seu país até ser sucedido por seu filho Amutepiel em ca. 1 776 a.C.. Durante seu reinado, aliou-se em ca. 1 796 a.C. com o rei Sansiadade I da Assíria, que à época estava empreendendo inúmeras campanhas de expansão por toda a Mesopotâmia.

## Reinado

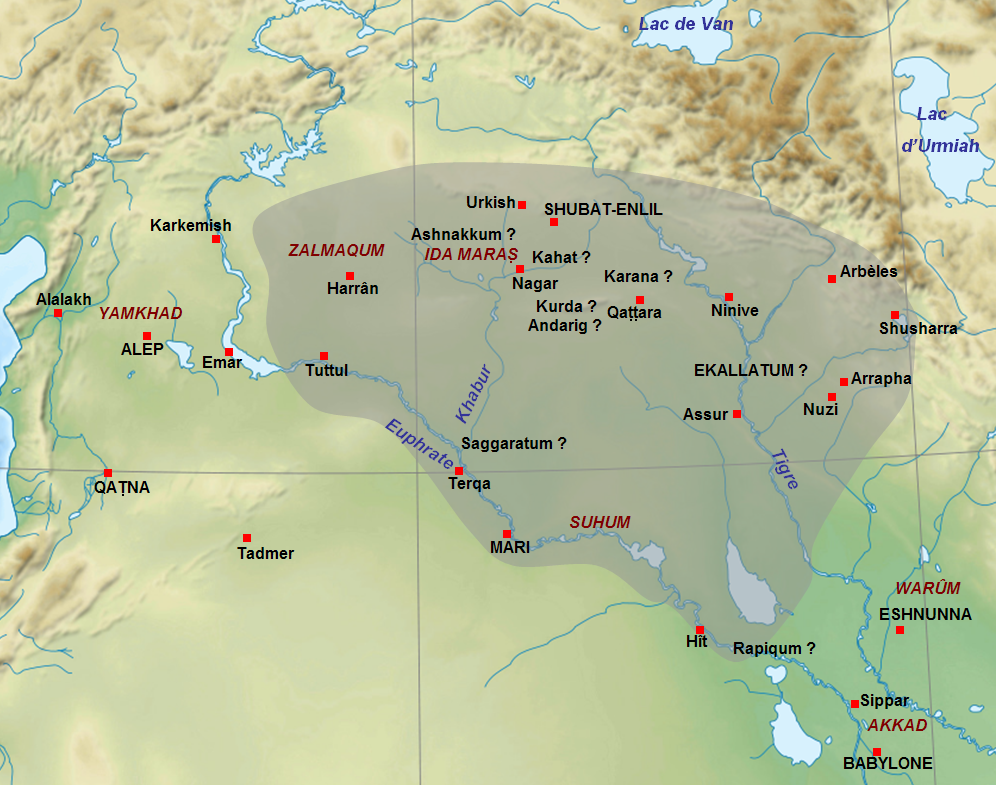
Reino da Alta Mesopotâmia antes da morte de

Mesopotâmia e Síria ca.

A primeira menção a Isiadade ocorre ca. 1 796 a.C., quando selou aliança política, militar e econômica com o rei Sansiadade I da Assíria mediante o casamento de sua filha Beltum com Iasma-Adade, o filho do último, que havia sido instalado no trono da recém-conquistada cidade de Mari. A Assíria havia concomitantemente se aliado com Carquemis e Ursu e organizou uma expedição contra Halabe (atual Alepo), a capital do Reino de Iamade, mas foi incapaz de tomar a cidade. O historiador William J. Hamblin sugere que o motivo do fracasso foi a recusa de Catna em participar nas campanhas empreendidas contra Halabe ao considerar Sansiadade I uma ameaça maior do que Iamade.
Houve frequentes movimentos de tropas entre Mari e Catna por este período e o estudioso J. R. Kupper presume ser possível ter havido um destacamento mariota estacionada na capital catnita, não implicando necessariamente numa relação de dependência com a Assíria, pois há fontes documentais que relatam Isiadade insistindo em enviar tropas suas e inclusive convidando seu genro a participar duma expedição militar na qual haveria butim para os assírios.
Em algum momento durante seu reinado, Isiadade enviou uma carta para Ismedagã I, filho, general e herdeiro de Sansiadade, na qual o rei catnita reclama do fato do príncipe assírio ter enviado apenas 20 minas de cobre pelo seu generoso presente de 2 cavalos que valiam 600 xéqueis. Por esta época, Sansiadade I assumiu ter conseguido alcançar o Mediterrâneo e o Líbano, o que para o estudioso Mario Liverani teria sido algo realizado numa viagem que partiu de Mari e atravessou Palmira (uma das dependências catnitas), Catna e então o Líbano. Em 1 781 a.C., se sabe que Sansiadade I enviou aproximados 20 000 soldados para Catna para auxiliar na supressão dos problemas internos do país.
A Aliança entre Catna e a Assíria, no entanto, foi abalada quando Iasma-Adade negligenciou sua esposa Beltum em detrimento de suas demais esposas: segundo o acordo firmado por estes reis, Beltum deveria tornar-se a rainha de Iasma-Adade no lugar de sua principal esposa, uma filha de Iadum-Lim, um antigo rei de Mari. As coisas piorariam com a morte de Isiadade em algum momento após o falecimento de Sansiadade I em ca. 1 776 a.C. e seu filho e sucessor Amutepiel quebraria a aliança com a Assíria e forjaria uma nova aliança com o rei iamadita Iarinlim I por intermédio do rei mariota Zinrilim.